# 大抗议书
《大抗议书》（英語：Grand Remonstrance），又稱《大諫章》，是英国内战前夕英格兰议会向国王查理一世表达不满的文件，由克伦威尔等人草拟，共204条。于1641年11月22日在下议院通过，同年12月1日递交国王。大抗议书的发表也是导致英国内战爆发的原因之一。

## 背景
斯图亚特王朝后期，议会与国王之间的冲突日益激烈。1628年，英格兰议会通过《权利请愿书》，争取自由和权利。国王查理一世虽然批准了这一文件，却无意执行，次年更是强行解散议会，英国开始陷入无议会状态。1634年，查理一世强行征税，恢复早已不征的“茶税”，群众认为这是违背《权利请愿书》的非法行为，国王对此判反对征税的新贵族有罪。1640年，苏格兰人民起义，英国局势危急，查理一世为筹集军费，不得不重新召开议会，史称长期议会。长期议会以限制王权为资助国王军队平定叛乱的先决条件。次年，长期议会经过表决，通过了该抗议书。

## 主要内容
《大抗议书》所提出的权利请求主要与王权、议会、宗教有关，其中包括
- 实现工商业活动的自由
- 进行议会改革
- 建立对议会负责的政府
- 提高高级政府官员和大臣的选举条件
- 实行宽容的宗教政策
- 减少苛捐杂税[1]

## 议员的反应
起草《大抗议书》的过程并不是顺利的。下议院议员的意见存在很大分歧。下议院分成了反对该抗议书起草的保守派和赞成起草的激进派。

### 保守派
保守派反对起草的原因有二：其一，1641年9月，国王的军队与叛乱的苏格兰军队缔结了和约，国王的威信得到了一定的升高。一部分议员因此开始对国王寄予希望，采取温和态度。其二，《大抗议书》对贵族的权利也作出了一定的限制，这导致一部分担心自己权益受损的贵族持反对意见。

### 激进派
以克伦威尔、皮姆为首的议员坚持议会应有的权利。在表决当天，克伦威尔宣称：
如果今天我们否决了《大抗议书》，明天我就卖掉一切财产，离开英国，我不想再看到英国。我知道还有许多诚实的人也将这么做……

### 最终结果
在克伦威尔等议员的游说下，激进派以微弱优势获得胜利，《大抗议书》得以通过。

## 影响
查理一世拒绝接受该抗议书，并且决定对长期议会实行制裁。1642年1月4日，查理一世率领武装力量试图逮捕五位激进派议员，但遭到失败。随后，查理与部分保守派议员逃往北方，来到保王党势力较强的英格兰西北部备战。同年8月22日，英国内战正式爆发。革命以国王的失败告终。该抗议书的主要内容在后来签订的《权利法案》中得到了充分的体现。